# Institut für Präventivmedizin der Bundeswehr
Das Institut für Präventivmedizin der Bundeswehr (InstPrävMedBw) ist eine im Oktober 2017 aufgestellte Dienststelle der Bundeswehr.
Mit etwa 200 Mitarbeitern ist das Institut einerseits zentrales Archiv und Auskunftsstelle für Gesundheitsinformationen der Bundeswehr. Andererseits führt das Institut Präventionsforschung für das Verteidigungsressort durch.
Die Dienststelle ist dem Kommando Sanitätsdienst der Bundeswehr unterstellt und wird durch Oberstarzt Manuela Andrea Hoffmann geleitet.

## Geschichte

### Aufstellung
Das Institut wurde am 12. September 2017 feierlich auf dem Marktplatz in Andernach zum 1. Oktober 2017 gegründet. Zeitgleich wurden das Institut für Wehrmedizinalstatistik und Berichtswesen der Bundeswehr und das Zentrale Institut des Sanitätsdienstes der Bundeswehr Koblenz außer Dienst gestellt.

## Struktur
Das Institut gliedert sich in die Abteilungen A "Gesundheits- und Leistungsförderung" und B "Gesundheitsinformation" mit jeweils 5 Fachbereichen.
Die Abteilung A „Gesundheits- und Leistungsförderung“ ist der Ressortforschungsanteil, dessen Fachbereiche in enger interdisziplinärer Zusammenarbeit für die Bundeswehr bedeutsame präventivmedizinische Fragestellungen untersuchen.
Die Abteilung B „Gesundheitsinformation“ verwaltet mit über 40 Millionen Gesundheitsakten einen umfangreichen Wissensspeicher und stellt diese Informationen für ärztliche Auskünfte und wissenschaftliche Fragestellungen zur Verfügung.
Das Institut ist fachlich und methodisch breit aufgestellt und verfügt über besonderes Domainwissen. Die Forschungs- und Dienstleistungen reichen von einfachen Auskünften über die Entwicklung praktischer Testverfahren bis zu detaillierten wissenschaftlichen Studien. Mit seinen umfangreichen Angeboten stellt das Institut der Bundeswehr und der wissenschaftlichen Öffentlichkeit wichtige Entscheidungsgrundlagen zur Verfügung.

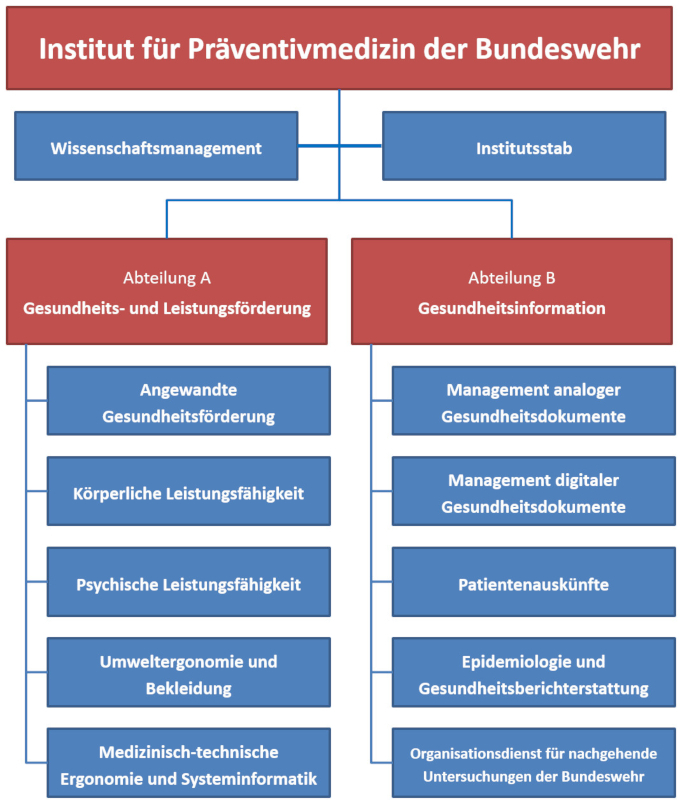
Struktureller Aufbau des Institutes für Präventivmedizin der Bundeswehr

### Abteilung A „Gesundheits- und Leistungsförderung“

Kompetenzbereiche der Abteilung A des Institutes für Präventivmedizin der Bundeswehr

Ressortforschung bildet Brücken zwischen Wissenschaft, Politik und Gesellschaft. Das Institut für Präventivmedizin der Bundeswehr führt problemorientierte und praxisnahe Forschung für das Verteidigungsressort durch und generiert wichtiges Transferwissen.
In der Abteilung A forschen u. a. Mediziner, Biologen, Sportwissenschaftler, Physiker und Psychologen fachübergreifend zur Gesundheits- und Leistungsförderung in der Bundeswehr.
Ein besonderer Fokus liegt auf dem Spannungsfeld von Auftrag, Umwelt und Person.

#### Fachbereich A 1 „Angewandte Gesundheitsförderung“
Digitalisierung und Technisierung in Beruf und Freizeit sowie gesundheitlich ungünstige Alltagsgewohnheiten haben auch in den Streitkräften zu einer Abnahme von Belastbarkeit und Leistungsfähigkeit sowie Verbreitung chronischer Erkrankungen geführt.
Aufgabe des Fachbereichs A1 ist die Entwicklung adressatengerechter Gesundheitsförderungsmaßnahmen für alle Bundeswehrangehörigen, Untersuchungen zu Attraktoren, Hemmnissen und Incentives für gesundheitsförderliches Verhalten und die wissenschaftliche Begleitung/Weiterentwicklung von Maßnahmen im Rahmen des betrieblichen Gesundheitsmanagements.

#### Fachbereich A 2 „Körperliche Leistungsfähigkeit“
Einsatztätigkeiten wie z. B. Bewegen im Gelände, Retten von Verwundeten oder Orts- und Häuserkampf stellen hohe Anforderungen an Fitness, Belastbarkeit und Durchhaltefähigkeit der Soldaten. Dies gilt insbesondere angesichts widriger militärischer Rahmenbedingungen (hohe Lasten, Erschöpfung, Einsatzdauer, Müdigkeit, Nässe u. v. m.).
Der Fachbereich A2 führt dazu Feld- und Laboruntersuchungen durch, in denen neben anthropometrischen Verfahren, portablen Messsystemen (z. B. Erfassung von Kreislauf-, Atmungs- und Stoffwechselparametern) auch speziell entwickelte Kraftmessverfahren eingesetzt werden. Die Forschungsleistungen reichen von Datenerhebungen (Ziel ist u. a. der Aufbau eines „Fitness-Registers“) über Empfehlungen zu Personalauswahl, Ausbildung und Training bis zur Entwicklung von Leistungstests (Basis-Fitness-Test, Soldaten-Grundfitness-Tool).

#### Fachbereich A 3 „Psychische Leistungsfähigkeit“
Leistung beginnt im Kopf. Nicht nur bei fordernden mentalen Aufgaben, sondern auch bei körperlichen Belastungen (wie z. B. im Sport) spielt die psychische Leistungsfähigkeit eine zentrale Rolle.
Motivation, Durchhaltewille, Vigilanz, Achtsamkeit sind nur einige der Faktoren, die die Arbeitsleistung beeinflussen. Die Forschung des Fachbereichs A3 beschäftigt sich u. a. mit Prädiktoren von Leistungen, dem frühzeitigen Erkennen von Leistungseinbrüchen und dem Training kognitiver Fähigkeiten. Dazu werden psychologische und psychophysiologische Daten (z. B. Blickbewegungen, Reaktionszeiten, Müdigkeit, Arbeitsgedächtnis bei körperlichem und mentalem Stress) erhoben.

#### Fachbereich A 4 „Umweltergonomie und Bekleidung“
In den weltweiten Einsatzszenarien treffen Soldaten auf ungewohnte klimatische und geografische Stressoren (Hitze, Kälte, Höhe usw.). Gleichzeitig erfordern militärische Bedrohungen das Tragen von schwerer und isolierender Schutzausrüstung (ballistischer Körperschutz, ABC-Schutzbekleidung etc.). Der Fachbereich A4 führt dazu Feldtests und realitätsnahe Untersuchungen in der Umweltsimulationskammer (Klima und Höhe) durch. Hierbei werden u. a. Messungen zum Wärme- und Flüssigkeitshaushalt durchgeführt (z. B. Haut- und Körperkerntemperaturen, Schweißverluste) sowie Kreislauf-, Stoffwechselparameter und Leistungsänderungen erhoben.
Die Forschungsleistungen reichen von praxisorientierten Empfehlungen für Ausbildung und Einsatz bis zur Neuentwicklung von Technologien zur Körperkühlung.

#### Fachbereich A 5 „Medizinisch-technische Ergonomie und Systeminformatik“
Das traditionelle Forschungsfeld der medizinisch-technischen Ergonomie umfasst Untersuchungen zu gesundheits- und leistungsrelevanten Auswirkungen von militärtechnischen Stressoren auf Soldatinnen und Soldaten (z. B. Sicherung der Frischluftzufuhr und Klimatisierung von gepanzerten Einsatzfahrzeugen).
Der enorme technische Fortschritt führt dazu, dass Einsatzkräfte zunehmend mit komplexen Ausrüstungssystemen ausgestattet werden. Dadurch rücken neue Forschungsaufgaben im Fachbereich A5 in den Vordergrund, wie z. B. Monitoring von physiologischen Körperfunktionen, wearable Computing, erweiterte und virtuelle Realitäten.
Die wissenschaftliche Systeminformatik entwickelt querschnittlich für die Forschungsaktivitäten des gesamten Instituts praktisch nutzbare Hard- und Softwaresysteme. Dies umfasst Untersuchungsmethoden und Erhebungsinstrumente sowie das proprietäre Datenbankmanagement der empirisch erhobenen Primärdaten und aggregierten Parameter.

### Abteilung B „Gesundheitsinformation“
Die Abteilung B ist das zentrale Langzeitarchiv medizinischer Daten der Bundeswehr und ist Dienstleister rund um die Themen ärztlicher Auskunftsservice und statistische Auswertungen vorliegender Gesundheitsdaten. Es werden belastbare, evidenzbasierte Gesundheitsinformationen für das Ressort und für ärztliche Individualauskünfte zur Verfügung gestellt.
Dies erfolgt fachbereichsübergreifend mit genau definierten, transparenten und jederzeit nachvollziehbaren Prozessen unter strenger Beachtung des medizinischen Datenschutzes.
Darüber hinaus wird in einem eigenen Fachbereich die nachgehende arbeitsmedizinische Vorsorge ehemaliger Angehöriger der Bundeswehr, die im Dienst krebserregenden Stoffen und Strahlungen ausgesetzt waren, initiiert und koordiniert.

#### Fachbereich B 1 „Medizinisches analoges Dokumentenarchiv“
Aufgabe des Fachbereiches B1 ist die gesetzlich vorgeschriebene Archivierung der Gesundheitsdokumente in der Bundeswehr.
Mit über 40 Millionen Gesundheitsakten im Original oder auf Mikrofilm entstand eines der größten Gesundheitsarchive in Deutschland. Es umfasst u. a. die vollständigen Gesundheitsakten aller ehemaligen Soldaten der Bundeswehr.
Mit zielgerichteten Archivierungskonzepten und speziell entwickelten Archivverwaltungssystemen können alle Gesundheitsunterlagen zeitnah verfügbar und für Patientenauskünfte, Gesundheitsberichterstattung sowie wissenschaftliche Untersuchungen nutzbar gemacht werden. „Gute Archivierung heißt Nicht-suchen-müssen.“

#### Fachbereich B 2 „Management digitaler Gesundheitsdokumente“
Die Zukunftsfähigkeit des Sanitätsdienstes ist eng mit der Digitalisierung der Gesundheitsversorgung verknüpft. Der Fachbereich B2 arbeitet – im Verbund mit IT-Arbeitsgruppen zuständiger Dienststellen des Ressorts – an tragfähigen Konzepten und Prozessen zur digitalen Archivierung und Nutzung von Gesundheitsdaten und Gesundheitsdokumenten.
Neben dem Ziel einer zeitnahen Bereitstellung hochwertiger Daten für die ärztlichen Individualauskünfte geht es um den Aufbau elektronischer Register (z. B. für epidemiologische Analysen zu Ausbildung und Einsatz) als fundierte Entscheidungshilfen und Beratungsleistungen. Beispielsweise könnten die elektronische Erfassung und Auswertung einsatzbedingter Erkrankungen und Verletzungen in einem Register neue Möglichkeiten zur evidenzgestützten Weiterentwicklung der Einsatzmedizin und richtungsweisende Joint-Venture-Potenziale mit NATO-Partnern eröffnen.

#### Fachbereich B 3 „Patientenauskünfte“
Der Fachbereich B3 ist die zentrale ärztliche Auskunftsstelle der Bundeswehr über archivierte personenbezogene Gesundheitsdokumente.
Unter strenger Beachtung datenschutzrechtlicher Vorschriften erfüllt der Fachbereich den gesetzlichen Auftrag zur Auskunft an berechtigte Personen, meist ehemalige Soldaten, oder Institutionen. So werden jährlich mehr als 30.000 Anfragen beantwortet. Zudem unterstützt der Fachbereich bei der Bearbeitung von Vermögensschäden der Bundeswehr (z. B. Dritthaftung bei verunfallten Soldaten).
Außerdem werden Todesfälle aktiver Soldaten medizinisch begutachtet und dokumentiert.

#### Fachbereich B 4 „Epidemiologie und Gesundheitsberichterstattung“
Der Fachbereich B4 informiert das BMVg, höhere Kommandobehörden und die Gesundheitseinrichtungen des Sanitätsdienstes (aber auch den Verteidigungsausschuss, den Wehrbeauftragten des Deutschen Bundestages u. a.) über aufgetretene Gesundheitsstörungen und im Sanitätsdienst erbrachte Leistungen. Dazu werden jährlich über 400 „maßgeschneiderte“ Gesundheitsberichte erstellt. Darüber hinaus können anthropometrische Daten, Inzidenzen/Prävalenzen von Erkrankungen sowie Verletzungen und Todesfälle epidemiologisch aufbereitet werden. Im Zuge der Digitalisierung der Gesundheitsversorgung, des Aufbaus und der Analyse von Gesundheitsregistern wird der Fachbereich eine wichtige Funktion für die evidenzgestützte Weiterentwicklung des Sanitätsdienstes einnehmen.

#### Fachbereich B 5 „Organisationsdienst für nachgehende Untersuchungen der Bundeswehr“
In Deutschland steht jedem Beschäftigten, der berufsbedingt mit krebserzeugenden Gefahrstoffen, Stäuben und Strahlungen belastet war, lebenslang eine nachgehende Vorsorge zu. Der Fachbereich B5 kommt dieser gesetzlichen Verpflichtung für die Bundeswehr nach und unterstützt damit die Fürsorgepflicht des Dienstherrn über das Dienstzeitende hinaus.
Am Beispiel der Asbestbelastung, die häufig erst nach Jahrzehnten zu einer chronischen Lungenerkrankung oder einem Tumor führt, zeigt sich die Notwendigkeit einer lebenslangen Vorsorge.

## Wissenschaftsmanagement
Die Erfassung, Verwaltung und Analyse von Daten in den 10 Fachbereichen werden von einem professionellen Wissenschafts- und Qualitätsmanagement begleitet.
Das Wissenschaftsmanagement soll die Forschungsplanung und den Forschungsprozess unterstützen sowie die wissenschaftliche Vernetzung innerhalb und außerhalb der Bundeswehr fördern. Es betreut den wissenschaftlichen Beirat des Instituts.
Ein wesentlicher Fokus liegt auf dem Wissenstransfer und dem Schließen der Wirkungskette von der Forschung bis zur praktischen Anwendung.

## Institutsstab
Die Stabsgruppe ist das zentrale Unterstützungselement für alle personellen, materiellen, organisatorischen und strukturellen Angelegenheiten. Sie unterstützt und berät die Institutsleitung bei der Führung der Dienststelle und ist Dienstleister für alle Institutsangehörigen.
Der Institutsstab ist in Führungsgrundgebiete gegliedert, die für Personal, militärische Sicherheit, Organisation und Ausbildung, Material sowie den IT-Bereich verantwortlich sind.
Neben diesen – für militärische Dienststellen typischen – Kernaufgaben erbringt der Institutsstab Dienstleistungen für den Ressortforschungsbereich und unterstützt z. B. das Wissenschafts- und Qualitätsmanagement.

## Wissenschaftlicher Beirat
Der Wissenschaftliche Beirat berät das Institut und die vorgesetzten Dienststellen mit dem Ziel die wissenschaftliche Arbeit des Instituts zu fördern und die Qualität von Forschung und Lehre sicherzustellen. Darüber hinaus unterstützt der Beirat Kontakte und Kooperationen mit anderen Forschungseinrichtungen im In- und Ausland. Die ehrenamtlichen Mitglieder des Beirates decken mit ihrer Expertise die verschiedenen Forschungsfelder des Instituts für Präventivmedizin ab.
Aufgaben des Beirates sind im Einzelnen:
- Beratung bei der Entwicklung mittel- und langfristiger Forschungsziele
- Beratung bei Vorhaben, die auf den jährlichen Forschungskonferenzen des Sanitätsdienstes der Bundeswehr vorgestellt werden sollen
- Beratung bei kurzfristig entstehendem Forschungsbedarf/-vorhaben
- Bedarfsweise fachliche Beratung im Vorfeld einzelner Projekte
- Förderung der wissenschaftlichen Anbindung des Instituts an die zivile Forschung und Fachgesellschaften des In- und Auslandes
- Unterstützung bei der Förderung von Wissenschaftlern und wissenschaftlichem Assistenzpersonals des Instituts

Mitglieder (alphabetisch):
- Heidi Danker-Hopfe
- Thomas Ellrott
- Rolf Ellegast
- Jörg Felfe
- Rüdiger Reer
- Annette Schmidt

## Wappen

Internes Verbandsabzeichen InstPrävMedBw

### Blasonierung
Wappenschild mit rundem Abschluss schwarz bordiert, gespalten durch eine aufsteigende und eingeschweifte blaue Spitze, darin in Silber und Schwarz ein eisernes Kreuz davor ein Äskulapstab mit Spiegel und gewundener Schlange in Silber und Schwarz; linkes Obereck in Silber ein durchgehendes geschliffenes schwarzes Balkenkreuz, belegt mit zwei schräggekreuzten roten Schlüsseln, Bärte nach außen gewandt;
rechtes Obereck in Silber ein durchgehendes rotes Balkenkreuz, belegt mit einer goldenen Krone mit drei langstieligen rautenkleeblättrigen Zinken;

### Bedeutung
Die blaue aufsteigenden und eingeschweifte Spitze greift die Waffenfarbe der Sanitätstruppe auf. Das darin enthaltene Eiserne Kreuz ist ein traditionelles Hoheitsabzeichen der Bundeswehr und früherer deutscher Streitkräfte. Der davor abgebildete Äskulapstab ist ein weitverbreitetes Symbol für den ärztlichen Stand.
Im linken Obereck befindet sich das Wappen der Stadt Andernach, während im rechten Obereck das Wappen der Stadt Koblenz abgebildet ist. Beide Wappen stellen den Bezug zum Stationierungsraum her.